# Đương thì tam mỹ nhân
Đương thì tam mỹ nhân (当時三美人 Tōji San Bijin) là một mộc bản màu nishiki-e từ khoảng năm 1792–93 của hoạ sĩ ukiyo-e Nhật Bản Kitagawa Utamaro (k. 1753–1806). Bức hoạ miêu tả chân dung của ba người đẹp nổi tiếng thời bấy giờ, theo bố cục hình tam giác: geisha Tomimoto Toyohina, cùng hai nữ phục vụ trà quán Naniwaya Kita và Takashima Hisa. Bản in này còn được biết đến với những cái tên như Khoan Chính tam mỹ nhân (寛政三美人 Kansei San Bijin) hay Cao danh tam mỹ nhân (高名三美人 Kōmei San Bijin).
Utamaro là đại danh hoạ ukiyo-e trong những năm 1790 trong kiểu tranh bijin-ga vẽ các mỹ nữ. Ông được biết đến với phong cách ōkubi-e, tập trung vào phần đầu người. Ba người mẫu trong Đương thì tam mỹ nhân là đối tượng thường xuyên được Utamaro vẽ chân dung. Mỗi nhân vật trong tác phẩm đều được tô điểm bằng một gia huy nhận dạng. Bức chân dung được lí tưởng hóa, và thoạt nhìn khuôn mặt của họ có vẻ giống nhau, nhưng lại phát hiện ra được sự khác biệt tinh tế trong các đường nét, biểu cảm của từng người—một mức độ hiện thực khác thường vào thời điểm đó trong ukiyo-e, và tương phản với những vẻ đẹp rập khuôn ở nhiều nghệ sĩ bậc thầy đi trước như Harunobu, Kiyonaga. Mộc bản sang trọng này được xuất bản bởi Tsutaya Jūzaburō, làm bằng nhiều bản khắc gỗ—mỗi bản một màu—và nền được phủ một lớp muscovit để tạo hiệu ứng lấp lánh. Tác phẩm được coi là khá phổ biến, bố cục hình tam giác đã trở thành mốt thịnh hành vào những năm 1790. Ngoài ra, Utamaro đã tạo ra một vài bức tranh khác với cùng cách sắp xếp ba mỹ nhân giống nhau, và cả ba người đều xuất hiện trong hàng loạt bức chân dung khác của Utamaro, cũng như nhiều hoạ sĩ khác.

## Bối cảnh
Nghệ thuật Ukiyo-e phát triển mạnh mẽ ở Nhật Bản trong thời kì Giang Hộ từ thế kỉ 17 đến thế kỉ 19, lấy đối tượng chính là các kỹ nữ, các diễn viên ca vũ kỹ và nhiều nhân vật khác gắn liền với lối sống "thế gian nổi" của những du khuếch (tức yūkaku). Bên cạnh những bức tranh, các mộc bản được sản xuất hàng loạt là hình thức chính của thể loại này. Vào giữa thế kỉ 18, mộc bản nishiki-e đủ màu sắc đã trở nên phổ biến, được in bằng số lượng lớn mộc bản, mỗi bản khắc một màu. Vào cuối thế kỉ 18, từng có một đỉnh cao về cả chất lượng và số lượng tác phẩm như thế. Một phong cách nổi bật là bijin-ga ("tranh vẽ mỹ nhân"), lột tả hầu hết hình ảnh kỹ nữ và geisha khi rảnh rỗi, đồng thời còn tôn lên nhiều trò giải trí được tìm thấy ở phố đèn đỏ.
Kachigawa Shunshō đã giới thiệu "bức hoạ đầu lớn" ōkubi-e vào những năm 1760; ông và các thành viên khác của phái Katsukawa như Shunkō đã phổ biến hình thức cho các mộc bản vẽ diễn viên yakusha-e, cũng như thuật phủ bụi mica trong nền để tạo hiệu ứng lấp lánh. Kiyonaga là người vẽ chân dung mỹ nhân xuất sắc trong những năm 1780, những người đẹp cao ráo, duyên dáng trong tác phẩm của ông đã có ảnh hưởng rất lớn đến danh hoạ Kitagawa Utamaro (k. 1753–1806), người đã kế vị ông trong danh tiếng. Utamaro theo học Toriyama Sekien (1712–1788), người đã được đào tạo tại phái Kanō. Khoảng năm 1782, Utamaro đến làm việc cho nhà xuất bản Tsutaya Jūzaburō.
Năm 1791, Tsutaya xuất bản ba cuốn sách của Santō Kyōden thuộc thể loại sharebon gồm nhiều tản mạn hài hước về những cuộc phiêu lưu trong phố đèn đỏ; Cho rằng chúng quá phù phiếm, Mán phủ đã phạt tác giả 50 ngày xiềng xích và phạt nhà xuất bản một nửa tài sản. Vận may của ông đã đảo ngược ngay sau đó bằng một thành công mới: Utamaro bắt đầu làm những bức chân dung bijin ōkubi-e đầu tiên, chuyển thể ōkubi-e sang thể bijin-ga. Sự nổi tiếng của nó đã khôi phục được vận may của Tsutaya và Utamaro vào những năm 1790.

## Mô tả và phân tích
Đương thì tam mỹ nhân được coi là một trong những tác phẩm đầu tay tiêu biểu của Utamaro. Bức hoạ miêu tả chân dung của ba người đẹp nổi tiếng của những năm 1790 ở Edo (tức Tokyo ngày nay). Đối tượng của Utamaro không phải là kỹ nữ như người ta mong đợi trong ukiyo-e, mà là những phụ nữ trẻ nổi tiếng khắp Edo, bởi vì vẻ đẹp của họ. Ba người này thường xuyên là chủ đề nghệ thuật của Utamaro và rất hay xuất hiện cùng nhau. Mỗi người được nhận biết bằng một gia huy liên kết với mình.
Ở giữa là Tomimoto Toyohina, một nàng geisha nổi tiếng của nhà Tamamuraya ở phố đèn đỏ Yoshiwara. Nàng được mệnh danh là "Tomimoto" nhờ chơi nhạc Tomimoto bushi (tức Phú bản tiết) trên đàn shamisen. Giống như hai người mẫu còn lại, nàng để tóc theo phong cách thời trang Shimada thịnh hành vào thời điểm đó. Trái ngược với phục trang gái trà quán giản dị của hai người mẫu kia, nàng mặc theo phong cách geisha sặc sỡ hơn. Thiết kế hoa anh thảo Nhật của gia huy Tomimoto tô điểm lên phần tay áo kimono của nàng. Không rõ ngày sinh của Toyohina.
Bên phải Naniwaya Kita, còn gọi là "O-Kita", con gái nổi tiếng của chủ quán trà ở Asakusa gần Thiển Thảo tự. Người ta đồn rằng nàng mười lăm tuổi trong bức chân dung, mà trong đó nàng mặc bộ kimono màu đen có hoa văn, cầm chiếc quạt tay uchiwa có in gia huy hình cành Hông.

Bên trái là Takashima Hisa, còn gọi là "O-Hisa", quê ở Yagenbori, Ryōgoku. Nàng là con gái lớn của Takashima Chōbei, chủ quán trà bên đường tại gia của ông, có tên là Senbeiya, cũng là nơi mà Hisa làm việc để thu hút khách hàng. Truyền thống cho rằng nàng mới mười sáu tuổi khi bức chân dung được vẽ, và có một nét khác biệt tinh tế về sự trưởng thành trên khuôn mặt của hai cô gái quán trà. Hisa giữ một chiếc khăn tay trên vai trái nàng, bộ kimono của nàng có một gia huy hình gỗ sồi daimyo ba lá dễ thấy.

Gia huy của tam mỹ nhân
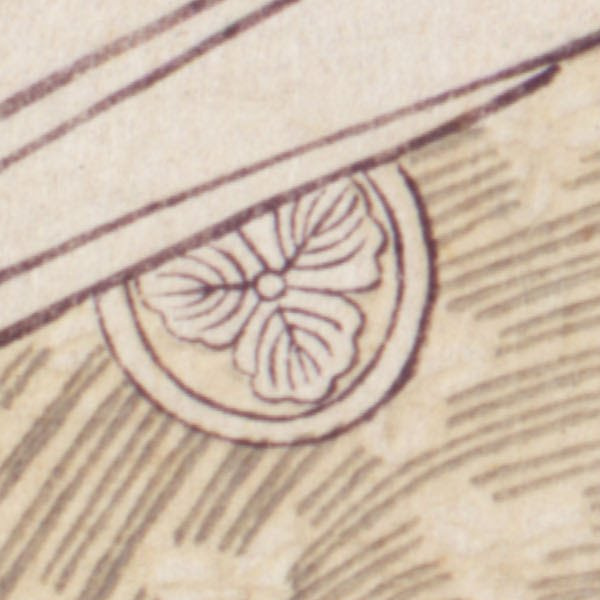
Gia huy sồi ba lá của Hisa.
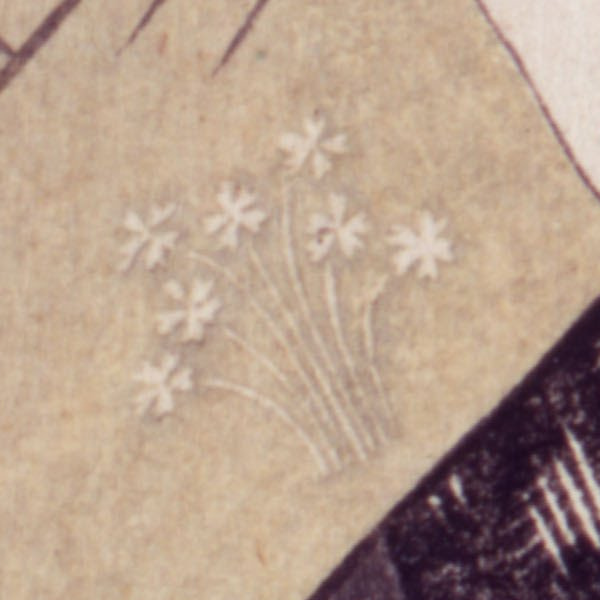
Gia huy hoa anh thảo của Toyohina
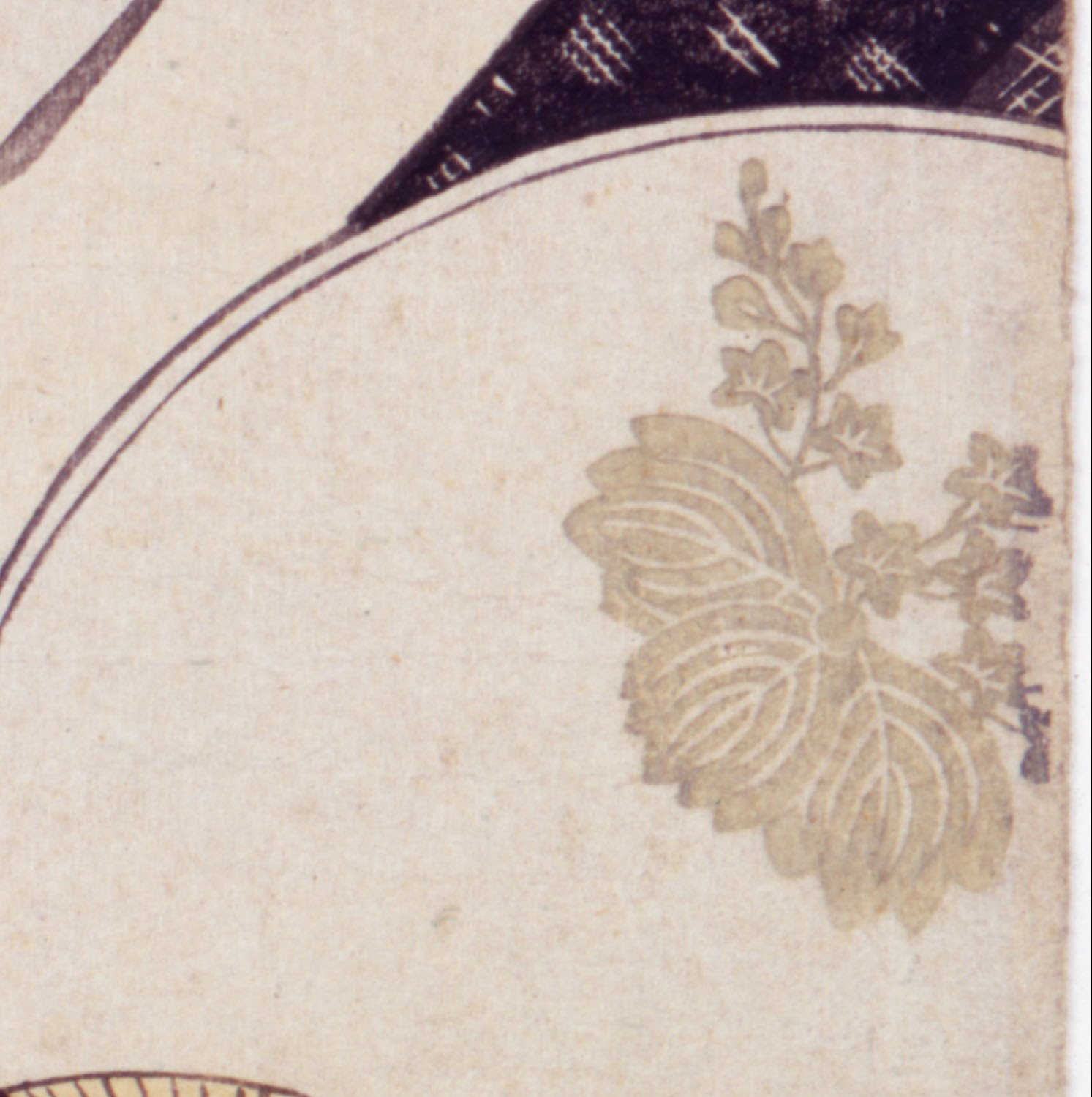
Gia huy cành hông của Kita

Thay vì cố vẽ lại dung nhan chân thực của ba người, Utamaro lí tưởng hóa những đường nét giống nhau của họ. Đối với nhiều người xem, những khuôn mặt trong bức chân dung này nói riêng và nhiều tác phẩm chân dung khác nói chung vào thời điểm đó dường như rất ít cá tính, hoặc có lẽ không có chút cá tính nào. Những người khác nhấn mạnh chi tiết khác biệt tinh tế để phân biệt ba người về hình dạng miệng, mũi và mắt: Kita có đôi má phúng phính và vẻ mặt ngây thơ; đôi mắt hình quả hạnh, sống mũi cao; Hisa có vẻ mặt cứng rắn, kiêu hãnh hơn, sống mũi của Hisa thấp hơn và đôi mắt tròn hơn của Kita; Các đặc điểm của Toyohina thì rơi vào khoảng giữa, và nàng toát lên vẻ già dặn hơn và trí thức hơn.

## Xuất bản và di sản

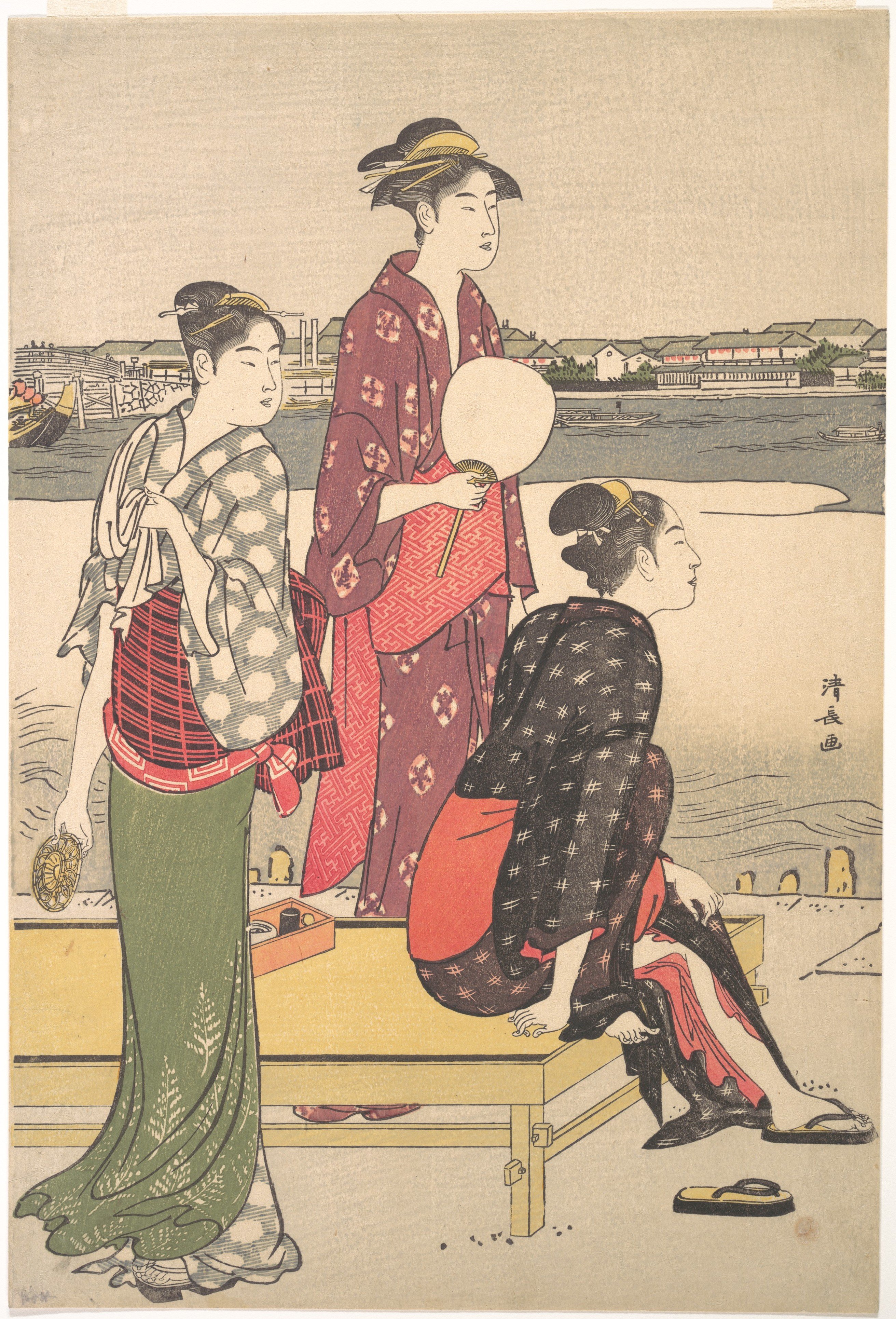
Vẻ đẹp cao ráo, duyên dáng của Kiyonaga đã ảnh hưởng đến Utamaro.

Evening on the Banks of the Sumida River (right half of a diptych), late 18th century
Mộc bản được thiết kế bởi Utamaro, xuất bản bởi Tsutaya Jūzaburō vào năm thứ tư hoặc thứ năm thời Kansei, theo cách phân chia niên hiệu truyền thống của Nhật Bản (k. 1792–93). Con dấu của xuất bản thương Tsutaya được in ở bên trái, phía trên đầu của Hisa, bên trên nó còn có một ấn triện hình tròn của viện thẩm tra. Chữ kí của Utamaro in ở phía dưới bên trái.
Fumito Kondō được coi là nhà cách mạng in ấn; Những nét khuôn mặt cá tính, biểu cảm như vậy không thể thấy được ở những nhân vật rập khuôn trong tác phẩm của những tiền bối của Utamaro như Harunobu và Kiyonaga, và đây là lần đầu tiên trong lịch sử ukiyo-e, những mỹ nữ được vẽ từ dân thành thị nói chung chứ không phải chỉ từ các phố đèn đỏ.

## Tác phẩm trích dẫn
- Davis, Julie Nelson (2004). "Artistic Identity and Ukiyo-e Prints: The Representation of Kitagawa Utamaro to the Edo Public". Trong Takeuchi, Melinda (biên tập). The Artist as Professional in Japan. Stanford University Press. tr. 113–151. ISBN 978-0-8047-4355-6.
- Fitzhugh, Elisabeth West (1979). "A Pigment Census of Ukiyo-E Paintings in the Freer Gallery of Art". Ars Orientalis. 11. Freer Gallery of Art, The Smithsonian Institution and Department of the History of Art, University of Michigan: 27–38. JSTOR 4629295.
- Gotō, Shigeki, biên tập (1975).  浮世絵大系 [Ukiyo-e Compendium] (bằng tiếng Nhật). Shueisha. OCLC 703810551.{{Chú thích sách}}:  Quản lý CS1: ngôn ngữ không rõ (liên kết)
- Harris, Frederick (2011). Ukiyo-e: The Art of the Japanese Print. Tuttle Publishing. ISBN 978-4-8053-1098-4.
- Hickman, Manny L. (1978). "当時三美人" [Three Beauties of the Present Day].  浮世絵聚花 [Ukiyo-e Shūka] (bằng tiếng Japanese). Quyển Museum of Fine Arts, Boston, 3. Shogakukan. tr. 76–77. ISBN 978-4-09-652003-1.{{Chú thích sách}}:  Quản lý CS1: ngôn ngữ không rõ (liên kết)
- Kobayashi, Tadashi; Ōkubo, Jun'ichi (1994).  浮世絵の鑑賞基礎知識 [Fundamentals of Ukiyo-e Appreciation] (bằng tiếng Nhật). Shibundō. ISBN 978-4-7843-0150-8.{{Chú thích sách}}:  Quản lý CS1: ngôn ngữ không rõ (liên kết)
- Kobayashi, Tadashi (1997). Ukiyo-e: An Introduction to Japanese Woodblock Prints. Kodansha International. ISBN 978-4-7700-2182-3.
- Kobayashi, Tadashi (2006).  歌麿の美人 [Vẻ đẹp của Utamaro] (bằng tiếng Japanese). Shogakukan. ISBN 978-4-09-652105-2.{{Chú thích sách}}:  Quản lý CS1: ngôn ngữ không rõ (liên kết)
- Kondō, Fumito (2009).  歌麿抵抗の美人画 [Bijinga của cuộc kháng chiến Utamaro] (bằng tiếng Nhật). Asahi Shimbun Shuppan. ISBN 978-4-02-273257-6.{{Chú thích sách}}:  Quản lý CS1: ngôn ngữ không rõ (liên kết)
- Kondō, Ichitarō (1956). Kitagawa Utamaro (1753–1806). Translated by Charles S. Terry. Tuttle. OCLC 613198.[thiếu ISBN]
- Lane, Richard (1962). Masters of the Japanese Print: Their World and Their Work. Doubleday. OCLC 185540172.[thiếu ISBN]
- Matsui, Hideo (2012).  浮世絵の見方 [Cách xem Ukiyo-e] (bằng tiếng Nhật). Seibundō Shinkōsha. ISBN 978-4-416-81177-1.{{Chú thích sách}}:  Quản lý CS1: ngôn ngữ không rõ (liên kết)
- Nichigai Associates (1993).  浮世絵美術全集作品ガイド [Complete Guide to Works of Ukiyo-e Art] (bằng tiếng Nhật). Nichigai Associates. ISBN 978-4-8169-1197-2.{{Chú thích sách}}:  Quản lý CS1: ngôn ngữ không rõ (liên kết)
- Nihon Ukiyo-e Kyōkai (1980). Genshoku Ukiyo-e Dai Hyakka Jiten 原色浮世絵大百科事典 [Original Colour Ukiyo-e Encyclopaedia] (bằng tiếng Japanese). Quyển 7. Nihon Ukiyo-e Kyōkai. ISBN 978-4-469-09117-5.{{Chú thích sách}}:  Quản lý CS1: ngôn ngữ không rõ (liên kết)
- Yasumura, Toshinobu (2013).  浮世絵美人解体新書 [Deconstruction of Ukiyo-e Beauties] (bằng tiếng Nhật). Sekai Bunka-sha. ISBN 978-4-418-13255-3.{{Chú thích sách}}:  Quản lý CS1: ngôn ngữ không rõ (liên kết)
- Yoshida, Eiji (1972).  浮世絵事典 定本 [Ukiyo-e Dictionary Revised] (bằng tiếng Japanese). Quyển 2 (ấn bản thứ 2). Gabundō. ISBN 4-87364-005-9.{{Chú thích sách}}:  Quản lý CS1: ngôn ngữ không rõ (liên kết)